# Andrea del Sarto
Andrea del Sarto (tiếng Ý: [anˈdrɛːa del ˈsarto]; 1486–1530) là một họa sĩ người Ý đến từ Florence có sự nghiệp phát triển mạnh trong thời kỳ Phục hưng cao và đầu Trường phái kiểu cách. 
Mặc dù đánh giá cao trong suốt cuộc đời của mình như một nghệ sĩ senza errori ("không lỗi lầm"), danh tiếng của ông bị lu mờ sau khi chết do tài năng của những người đương thời với ông như Leonardo da Vinci, Michelangelo và Raphael.

## Tuổi thơ và học vấn

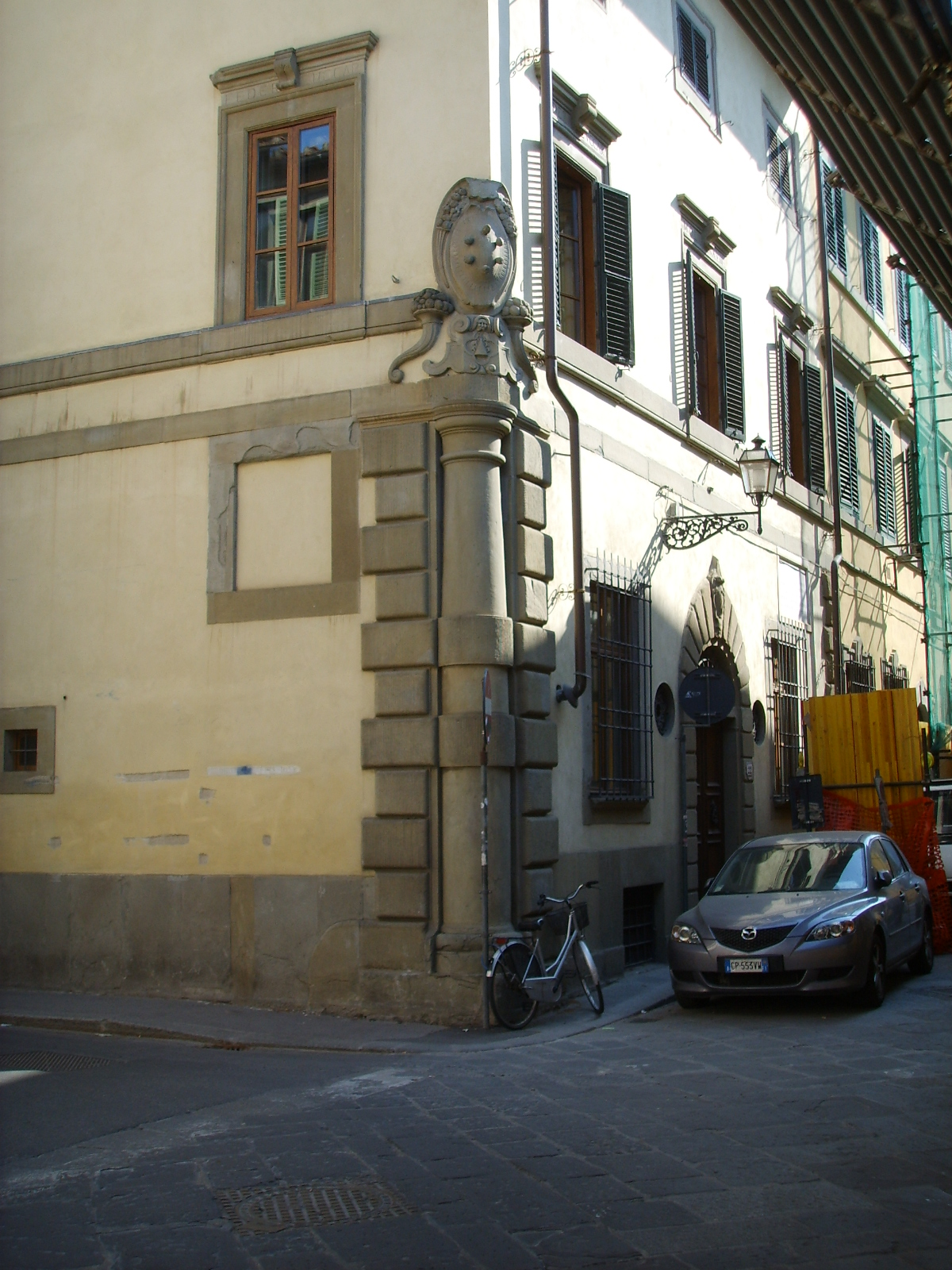
Ngôi nhà của Andrea del Sarto.

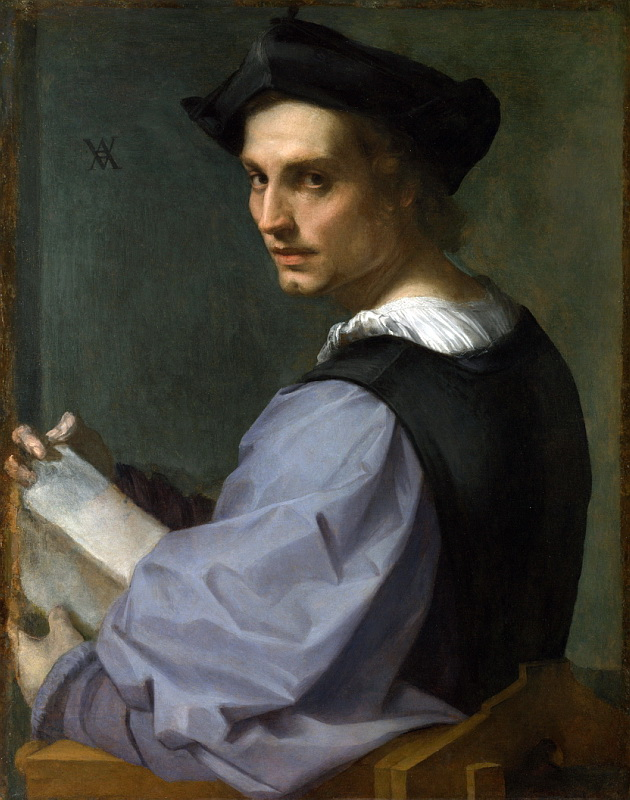
Bức tranh Chân dung một thợ điêu khắc, được từ lâu cho là chân dung tự họa của Del Sarto.

## Một phần danh mục tác phẩm

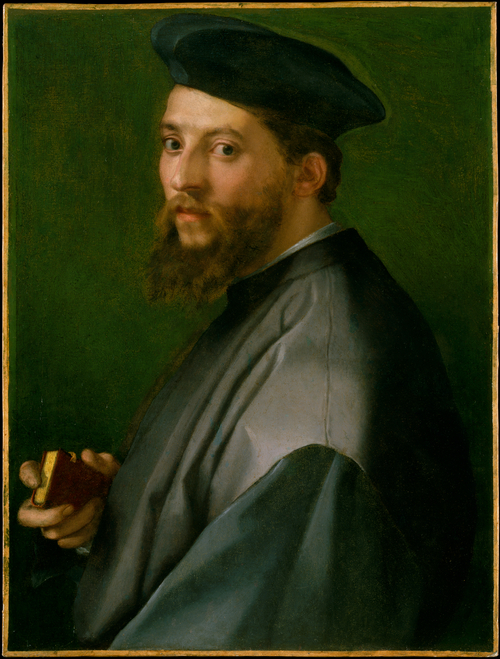
Chân dung một người đàn ông, Metropolitan Museum of Art.

- Holy Family with St Peter Martyr (1507-1508, Pinacoteca di Bari)
- Noli me tangere (c. 1510, Museo del Cenacolo di Andrea del Sarto, Florence)
- Virgin, Child, Elizabeth and John the Baptist (c. 1513, National Gallery, London)
- Portrait of the Artist's Wife (1513-1514, Museo del Prado, Madrid)
- Madonna of the Harpies (Virgin and Child, with St Francis, St John the Evangelist, and two angels) (1517, painted at S. Francesco, now in Uffizi, Florence)
- Charity (1518, Louvre, Paris)
- Julius Caesar receives Tribute (c. 1520, fresco at Poggio a Caiano, Italy; completed by Alessandro Allori)
- Virgin surrounded by Saints (Pitti Palace, Florence) [1]
- Madonna della Scala (c. 1522-1523, Museo del Prado, Madrid)
- Panciatichi Assumption (c. 1522-1523, Galleria Palatina, Pitti Palace, Florence)
- Pietà (1523-1524, Galleria Palatina, Pitti Palace, Florence)
- Passerini Assumption (1526, Galleria Palatina, Pitti Palace, Florence)
- Last Supper (1511-1527, Museo del Cenacolo di Andrea del Sarto, Florence)
- Fathers Disputing on the Doctrine of the Trinity (c. 1528, altarpiece for the monastery of San Gallo, now in the Uffizi, Florence)
- Gambassi Altarpiece (c. 1528, Galleria Palatina, Pitti Palace, Florence)
- Barberini Holy Family (c. 1528, Galleria Nazionale di Arte Antica, Palazzo Barberini, Rome)
- St. James with Two Youngs (c. 1528-1529, Uffizi, Florence)
- Vallombrosa Polyptych (c. 1528-1529, Uffizi, Florence)
- Holy Family with John the Baptist (c. 1529, Hermitage, St. Petersburg)
- Borgherini Holy Family (c. 1529, Metropolitan Museum, New York)
- Medici Holy Family (c. 1529, Galleria Palatina, Palazzo Pitti, Florence)
- Madonna in Glory with Four Saints (1530, Galleria Palatina, Palazzo Pitti, Florence)

## Sách tham khảo
- Bài viết này bao gồm văn bản từ một ấn phẩm hiện thời trong phạm vi công cộng: Chisholm, Hugh, biên tập (1911). "Andrea del Sarto". Encyclopædia Britannica (ấn bản thứ 11). Cambridge University Press.
- Freedberg, Sydney J. (1993). Pelican History of Art (biên tập). Painting in Italy, 1500-1600. tr. 90–95 Penguin Books Ltd.
- Hobbes, James R. (1849). Picture collector's manual; Dictionary of Painters. T. & W. Boone, 29 Bond Street, London; Digitized by Googlebooks (2006) from Oxford library.